# Energienaald
De Energienaald (1985) is een kunstwerk van Jan van Munster langs de A6 bij de afrit Almere Haven (afrit 4).
De mast is geplaatst in opdracht van de Rijksdienst voor de IJsselmeerpolders. De mast is 55 meter hoog waarvan 10 meter neonverlichting in de top. De voet is 80 cm breed en de mast loopt taps toe. Als het hard waait heeft de mast een uitslag van 6 meter. De mast was aanvankelijk in de Stedenwijk van Almere geplaatst. Bewoners waren echter bang dat de mast zou omwaaien en op hun woning zou vallen. Na drie verplaatsingen werd de huidige locatie bij de A6 bereikt. Hier maakte hij onderdeel uit van de Floriade 2022.

## Externe bron
- Website Kunst en publieke ruimte